# Stik (roman)
Stik (v izvirniku angleško Contact) je znanstvenofantastični roman ameriškega astronoma in pisatelja Carla Sagana, ki je prvič izšel leta 1985.
Zgodba govori o izmišljenemu uspehu programa SETI v bližnji prihodnosti – vzpostavitvijo prvega stika s tehnološko napredno zunajzemeljsko civilizacijo skozi oči protagonistke, astronomke Eleanor Arroway. Prepleta teme odnosa med znanostjo in religijo, mednarodnega sodelovanja in razvoja človeške družbe, soočene z možnostjo obstoja naprednejše civilizacije, katere motivov ne pozna, pa tudi vere na osebni ravni in človekovega dojemanja čudes vesolja, ki jih odkriva znanost.
Zgodba je sprva nastala za film, po pogodbi s studijem Warner Bros. Sagan je z ženo Ann Druyan napisal osnutek scenarija, ki pa je iz različnih razlogov obtičal v produkciji. Sagan, ki je že prej zaslovel kot poljudnoznanstveni pisec in javni intelektualec, se je zato lotil samostojne predelave zgodbe v roman, za kar je leta 1981 dobil dva milijona USD predujma od založbe Simon & Schuster, do tedaj najvišji znesek za delo, ki sploh še ni bilo napisano. Ob izidu leta 1985 je bil roman deležen velike pozornosti in do konca 1986 je bilo prodanih več kot 1,5 milijona izvodov, a je kasneje prevladalo mnenje, da slogovno in v zgradbi zgodbe ne izstopa, zanimivejši je predvsem kot prikaz načina razmišljanja znanstvenikov. V slovenščino ga je že leto po izidu prevedel Janko Moder.
Nekaj let kasneje je bil znova zagnan tudi projekt snemanja istoimenskega filma, a se je znova zavlekel, tako da je film pod taktirko režiserja Roberta Zemeckisa izšel šele leta 1997, po Saganovi smrti. V vlogi protagonistke je nastopila Jodie Foster. Tudi film je bil razmeroma uspešen, osvojil je nagrado hugo za najboljše dramsko delo. Filmska zgodba se od knjižne razlikuje v številnih podrobnostih in motivnih poudarkih.